# Condensador social

### Introducción
Tomado de la teoría de la arquitectura constructivista soviética, el condensador social es un concepto de espacio social aplicada a la arquitectura. En la conferencia inaugural del primer grupo OSA en 1928, Moisei Ginzburg  dijo que «el objetivo principal de [...] El constructivismo es definir el condensador social de la época». El único edificio que encarna bien esta idea es la Narkomfin en Moscú, comenzó en 1928 y terminado en 1932.

### Cuerpo
La idea central del condensador social es afirmar que la arquitectura tiene la capacidad de influir en el comportamiento social. La intención del condensador social para influir en el diseño de los espacios públicos con el objetivo de romper la percepción de las jerarquías sociales en favor de los espacios socialmente equitativos.
Derivado de la teoría constructivista soviética, el condensador social es una forma arquitectónica definida por su influencia sobre las dinámicas espaciales de la sociedad. En el discurso de apertura de la conferencia inaugural del Grupo OSA en 1928, Moisei Ginzburg afirmó que "el principal objetivo del constructivismo... es la definición del condensador social de la época".
El edificio más asociado con esta idea es el Edificio Narkomfin en Moscú, cuya construcción comenzó en 1928 y terminó en 1932.
Un elemento central de la idea del condensador social es la premisa de que la arquitectura tiene la capacidad de influir en el comportamiento social. El objetivo principal del condensador social era afectar el diseño de los espacios públicos, con miras a deconstruir las jerarquías sociales en un esfuerzo por crear espacios socialmente equitativos.
El enfoque para crear la forma construida de un "condensador social" incluye la superposición e intersección de programas dentro de un espacio a través de las circulaciones. Por ejemplo, los nodos de circulación compartidos crean zonas de colisión de las distintas constituciones. La creación de estas interacciones es un objetivo clave de los condensadores sociales.
En el libro Content del arquitecto holandés Rem Koolhaas y la Office for Metropolitan Architecture, un condensador social se describe como una "capa programática sobre un terreno vacío para fomentar la coexistencia dinámica de actividades y generar, a través de su interferencia, eventos sin precedentes".
A través de estas “interferencias”, Vladimir Lenin esperaba que los condensadores sociales ayudaran al surgimiento y avance de una conciencia soviética superior que valorara la interacción colectiva por encima de todo. Impulsado en gran medida por el deseo de diferenciar la Rusia posrevolucionaria de la Rusia prerrevolucionaria, el estilo del condensador social formaba parte de la vanguardia del nuevo pensamiento soviético y reflejaba el deseo leninista de acabar con las experiencias y comportamientos individualizados. La teoría constructivista que dictaba gran parte del discurso en la Rusia soviética ayudó a impulsar esta agenda de reforma y reinvención ideológica, consolidando en última instancia la posición del condensador social como una alegoría arquitectónica de los ideales socialistas.